# Agodorp
Agodorp est un village qui fait partie de la commune de Westerwolde, situé dans la province néerlandaise de Groningue. Le 1er janvier 2006, le village comptait 590 habitants.
Agodorp a été fondé au début du XXe siècle, vers 1912, autour d'une usine en menuiserie. Initialement, cette usine séchait des pommes de terre, des légumes et des fruits pour les mettre en conserves. Le nom du village vient de là : Aardappelen (pommes de terre), Groenten (légume), Ooft (fruits) ; -dorp signifiant village.